# Down by Law (film)
Down by Law is een Amerikaanse independent film uit 1986, geschreven en geregisseerd door Jim Jarmusch.

## Verhaal
Drie mannen die elkaar eerder niet kenden, komen na hun arrestatie samen in een cel in New Orleans terecht. DJ Zack en pooier Jack worden erin geluisd voor een misdaad die ze niet hebben begaan. De Italiaanse toerist Roberto, die het Engels slechts matig machtig is, werd gearresteerd voor doodslag die hij wél heeft gepleegd. Al gauw maken Zack en Jack ruzie en vermijden ze met elkaar te praten. Roberto heeft echter een onstilbare behoefte om te praten en werkt daarmee zijn celgenoten danig op de zenuwen. Wanneer hij een plan bedenkt om te ontsnappen, verbetert de sfeer. Na hun ontsnapping ploeteren de mannen door de moerassen van Louisiana. In een klein eethuisje wordt Roberto onmiddellijk verliefd op Nicoletta en besluit te blijven. Zack en Jack, die elkaar nog steeds niet kunnen uitstaan, gaan elk hun eigen weg. De schlemiel Roberto blijkt de echte winnaar, de haantjes Zack en Jack de verliezers.

## Rolverdeling
| Acteur            | Personage |
| ----------------- | --------- |
| Tom Waits         | Zack      |
| John Lurie        | Jack      |
| Roberto Benigni   | Roberto   |
| Ellen Barkin      | Laurette  |
| Nicoletta Braschi | Nicoletta |

## Kenmerken
Down by Law zet de conventies van het subgenre van de ontsnappingsfilm overboord door te concentreren op de relaties tussen de mannen, en niet zozeer op de voorbereiding en uitvoering van de ontsnapping.
Dit is de eerste samenwerking tussen Jarmusch en de Nederlandse cameraman Robbie Müller, die bekend is van zijn werk met Wim Wenders. Zijn langzaam bewegende shots waarbij hij de stad New Orleans en de moerassen in beeld brengt, zijn bepalend voor de sfeer van de film.
De muzikanten Tom Waits en John Lurie spelen niet enkel een hoofdrol, maar voorzien de film ook van muziek.
Roberto Benigni en Nicoletta Braschi zijn ook in het echte leven een koppel.